# مونته‌کوریچه
مونته‌کوریچه (به ایتالیایی: Montecorice) یک کومونه در ایتالیا است که در استان سالرنو واقع شده‌است. مونته‌کوریچه ۲۲٫۱۳ کیلومترمربع مساحت و ۲٬۵۴۵ نفر جمعیت دارد و ۹۰ متر بالاتر از سطح دریا واقع شده.